# Vaux-sur-Saint-Urbain
Vaux-sur-Saint-Urbain – miejscowość i gmina we Francji, w regionie Grand Est, w departamencie Górna Marna.
Według danych na rok 1990 gminę zamieszkiwało 55 osób, a gęstość zaludnienia wynosiła 9 osób/km².